# Panopsis rubescens
Panopsis rubescens là một loài thực vật có hoa trong họ Quắn hoa. Loài này được (Pohl) Pittier miêu tả khoa học đầu tiên năm 1923.